# Esporte Clube Pinheiros 2015-2016 (pallavolo femminile)
Questa voce raccoglie le informazioni riguardanti l'Esporte Clube Pinheiros nella stagione 2015-2016.

## Organigramma societario
Area direttiva
- Presidente: Luís Eduardo Dutra Rodrigues

Area tecnica
- Allenatore: Paulo Milagres
- Assistente allenatore: Kléber dos Santos
- Scoutman: Dennis Caramico Faust, Gabriel Moraes de Macedo

Area sanitaria
- Medico: Júlio César Nardelli
- Preparatore atletico: Rodrigo Perez Martinez Suelloto
- Fisioterapista: Antonio Sergio Faria Junior

## Rosa
| N° | Nome                 | Ruolo | Data di nascita  | Nazionalità sportiva |
| -- | -------------------- | ----- | ---------------- | -------------------- |
| 1  | Lara Filomeno        | C     | 11 febbraio 1989 | Brasile              |
| 2  | Letícia Hage         | C     | 9 settembre 1990 | Brasile              |
| 3  | Adriani Joaquim      | C     | 26 aprile 1986   | Brasile              |
| 4  | Maira Claro          | S     | 7 marzo 1995     | Brasile              |
| 5  | Juma da Silva        | P     | 17 gennaio 1993  | Brasile              |
| 6  | Ana Paula Ferreira   | S     | 17 giugno 1980   | Brasile              |
| 7  | Lana Conceição       | S     | 8 dicembre 1996  | Brasile              |
| 8  | Ana Paula Borgo      | O     | 20 ottobre 1993  | Brasile              |
| 9  | Veridiana da Fonseca | L     | 30 dicembre 1982 | Brasile              |
| 11 | Clarisse Peixoto     | S     | 3 gennaio 1987   | Brasile              |
| 12 | Bruna Costa          | P     | 30 gennaio 1995  | Brasile              |
| 14 | Ananda Marinho       | P     | 2 maggio 1989    | Brasile              |
| 15 | Jéssica Silva        | S/O   | 23 marzo 1987    | Brasile              |
| 16 | Angelica Caboclo     | S/O   | 21 maggio 1991   | Brasile              |
| 18 | Juliana Filippelli   | L     | 18 maggio 1994   | Brasile              |
| 20 | Lays de Freitas      | C     | 13 ottobre 1995  | Brasile              |

## Statistiche

### Statistiche delle giocatrici
| Giocatrice    | Superliga Série A | Superliga Série A | Superliga Série A | Superliga Série A | Superliga Série A |
| Giocatrice    | P                 | PT                | AV                | MV                | BV                |
| ------------- | ----------------- | ----------------- | ----------------- | ----------------- | ----------------- |
| A.P. Borgo    | 24                | 363               | 328               | 30                | 5                 |
| A. Caboclo    | 22                | 118               | 106               | 8                 | 4                 |
| M. Claro      | 24                | 162               | 162               | 11                | 17                |
| L. Conceição  | 10                | 50                | 48                | 2                 | 0                 |
| B. Costa      | 10                | 16                | 5                 | 5                 | 6                 |
| V. da Fonseca | 19                | 0                 | 0                 | 0                 | 0                 |
| J. da Silva   | 24                | 30                | 13                | 4                 | 13                |
| L. de Freitas | 3                 | 7                 | 3                 | 2                 | 2                 |
| A.P. Ferreira | 22                | 87                | 71                | 13                | 3                 |
| J. Filippelli | 16                | 0                 | 0                 | 0                 | 0                 |
| L. Filomeno   | 22                | 105               | 59                | 40                | 6                 |
| L. Hage       | 24                | 208               | 139               | 59                | 10                |
| A. Joaquim    | 18                | 60                | 38                | 19                | 3                 |
| A. Marinho    | 23                | 14                | 8                 | 1                 | 5                 |
| C. Peixoto    | 20                | 210               | 189               | 12                | 9                 |
| J. Silva      | 18                | 51                | 39                | 10                | 2                 |

P = presenze; PT = punti totali; AV = attacchi vincenti; MV = muri vincenti; BV = battute vincenti

NB: Non sono disponibili i dati relativi alla Supercoppa brasiliana.